# Soudal Classics 2015-2016
De Soudal Classics 2015-2016 was het 7e seizoen van een serie overkoepelende wedstrijden in het veldrijden. In de Soudal Classics werden er geen punten gegeven, noch was er een algemeen klassement of algehele eindwinnaar. 

## Erelijst

### Mannen
| Datum      | Wedstrijd            | Cat. | Eerste               | Tweede        | Derde             |
| ---------- | -------------------- | ---- | -------------------- | ------------- | ----------------- |
| 26/09/2015 | Grote Prijs Neerpelt | C2   | Wout van Aert        | Kevin Pauwels | Laurens Sweeck    |
| 11/11/2015 | Jaarmarktcross Niel  | C2   | Kevin Pauwels        | Tom Meeusen   | Sven Nys          |
| 21/11/2015 | GP van Hasselt       | C1   | Sven Nys             | Tom Meeusen   | Kevin Pauwels     |
| 20/12/2015 | Citadelcross         | CDM  | Mathieu van der Poel | Wout van Aert | Kevin Pauwels     |
| 03/01/2016 | Cyclocross Leuven    | C1   | Toon Aerts           | Tom Meeusen   | Vincent Baestaens |
| 24/02/2016 | Cyclocross Masters   | –    | Sven Nys             | Wout van Aert | Lars van der Haar |

### Vrouwen
| Datum      | Wedstrijd            | Cat. | Eerste            | Tweede             | Derde              |
| ---------- | -------------------- | ---- | ----------------- | ------------------ | ------------------ |
| 26/09/2015 | Grote Prijs Neerpelt | C2   | Sanne van Paassen | Ellen Van Loy      | Maud Kaptheijns    |
| 11/11/2015 | Jaarmarktcross Niel  | C2   | Sanne Cant        | Jolien Verschueren | Nikki Brammeier    |
| 21/11/2015 | GP van Hasselt       | C1   | Sanne Cant        | Maud Kaptheijns    | Ellen Van Loy      |
| 20/12/2015 | Citadelcross         | CDM  | Nikki Brammeier   | Caroline Mani      | Eva Lechner        |
| 03/01/2016 | Cyclocross Leuven    | C1   | Sophie de Boer    | Sanne Cant         | Ellen Van Loy      |
| 24/02/2016 | Cyclocross Masters   | –    | Sanne Cant        | Ellen Van Loy      | Jolien Verschueren |

Kampioenschappen:  Wereldkampioenschappen · 
 Europese kampioenschappen · 
 Belgische kampioenschappen · 
 Nederlandse kampioenschappen
Klassementen:  Wereldbeker · 
 Superprestige · 
 Bpost bank trofee · 
 EKZ CrossTour · 
 TOI TOI Cup · 
 Coupe de France
 National Trophy Series · 
 Giro d'Italia Ciclocross
Overig:  Soudal Classics
2009-2010 · 
2010-2011 · 
2011-2012 · 
2012-2013 · 
2013-2014 · 
2014-2015 · 
2015-2016 · 
2016-2017 · 
2017-2018 ·
2018-2019 · 
2019-2020